# Fatyn
Fatyn (belarussisch Фатынь, russisch Фатынь) ist ein Dorf im Norden von Belarus, Region Babrouski Selsawjet. Es gehört zum Rajon Lepel des Bezirks Wizebskaja Woblasz und hat die Postleitzahl 211197. Das Dorf liegt 35 km vom Rajonzentrum Lepel entfernt. Bekannt ist die Parkanlage und der Garten, der 1888 vom Botaniker Maroz auf dem Grundstück rings um den gepachteten Gutshof angelegt wurde. 1923 wurde die Ortschaft und ihre wichtigsten Bauten durch einen starken Brand zerstört.